# Dīmītrios Pappoulias
Dīmītrios Pappoulias (in greco Δημήτριος Παππούλιας?, traslitterato anche Dēmētrios Pappoulias; Atene, 1878 – Atene, 13 luglio 1932) è stato un giurista greco.

## Biografia
Laureatosi in Grecia, nel 1899 si trasferì per dieci anni in Germania, dove studiò sotto Ludwig Mitteis.
Tornato ad Atene, ottenne la cattedra di istituzioni di diritto romano, che mantenne fino alla morte. Con le sue opere e il suo insegnamento, contribuì notevolmente allo studio della storia giuridica in Grecia, fu membro dell'Accademia di Atene.
Massone, iniziato nel 1910 nella loggia Orfeo, fu Gran maestro del Grande Oriente di Grecia.. 

## Opere
- L'ipoteca nel diritto greco e romano, Lipsia, Deichert, 1909.
- Sviluppo storico della garanzia nel diritto delle obbligazioni, Lipsia, Deichertsche Verlagsbuchhandlung Nachf, 1911.